# بخش آیزاول
بخش آیزاول (به انگلیسی: Aizawl district) یک منطقهٔ مسکونی در هند است که در میزورام واقع شده‌است. بخش آیزاول ۳٬۵۷۷ کیلومتر مربع مساحت و ۴۰۰٬۳۰۹ نفر جمعیت دارد.